# 텔레네슈티
텔레네슈티(루마니아어: Telenești)는 몰도바의 도시로 텔레네슈티 구의 행정 중심지이며 면적은 53.6km2, 높이는 96m, 인구는 8,100명(2012년 기준), 인구 밀도는 151명/km2이다. 수도 키시너우에서 북쪽으로 91km 정도 떨어진 곳에 위치한다.